# José Antonio Redondo Ramos
José Antonio Redondo Ramos (Alcázar de San Juan, España, 5 de marzo de 1985) es un ciclista español.

## Trayectoria
Debutó como profesional en 2005 con el equipo Liberty Seguros.
El 4 de septiembre de 2007 el equipo Astaná lo expulsó por incumplimiento de la normativa interna del equipo. A finales de año fichó por el equipo Andalucía-Cajasur con el que empezó a correr en la temporada 2008.
En 2009 fue suspendido provisionalmente por valores anormales en control de orina.

## Palmarés
No ha conseguido victorias en el ciclismo profesional.

## Resultados en Grandes Vueltas
| Carrera | Carrera         | 2005 | 2006 | 2007 | 2008 | 2009 |
| ------- | --------------- | ---- | ---- | ---- | ---- | ---- |
|         | Giro de Italia  | —    | —    | —    | —    | —    |
|         | Tour de Francia | —    | —    | —    | —    | —    |
|         | Vuelta a España | —    | 47.º | —    | —    | —    |

-: no participa

Ab.: abandono

## Equipos
- Liberty Seguros (2005-2006)
- Astana (2007)
- Andalucía-Cajasur (2008-2009)